# Baia Vajda
La baia Vajda (in russo губа Вайда?, guba Vajda) è un'insenatura lungo la costa settentrionale russa, nell'oblast' di Murmansk, amministrata dal Pečengskij rajon. È situata nella parte sud-occidentale del mare di Barents.

## Geografia
La baia si apre verso nord, 33 km a est del confine norvegese, nella parte nord-occidentale della penisola Rybačij (полуостров Рыбачий). L'ingresso è compreso tra capo Tonin (мыс Тонин) a ovest e capo Kekurskij (мыс Кекурский) a est. Ha una lunghezza di 3,2 km e una larghezza massima di 2,5 km. La profondità massima è di 24 m.
Nella parte meridionale vi sfocia un breve corso d'acqua e vi si trova una piccola isola senza nome. Lungo la costa occidentale  si affaccia sulla baia l'insediamento di Vajda-Guba (in finlandese: Vaitolahti).
Le basse coste che costituiscono l'ovale centrale sono circondate da alte colline coperte di vegetazione. La crescita di erba è consentita dalla corrente del Golfo che riesce a giungere fin qui, e ciò garantisce anche la possibilità di allevare bestiame.